# Феськи (платформа)
Фе́ськи — залізничний зупинний пункт Харківської дирекції Південної залізниці на лінії Одноробівка — Шпаківка за 33 км на північний захід від Харкова та за 16 км на південь від Золочева. Через станцію ходять лише приміські потяги. Лінія електрифікована.
На платформі лише одна колія. Друга колія була знята на початку 2000-их років.

## Галерея

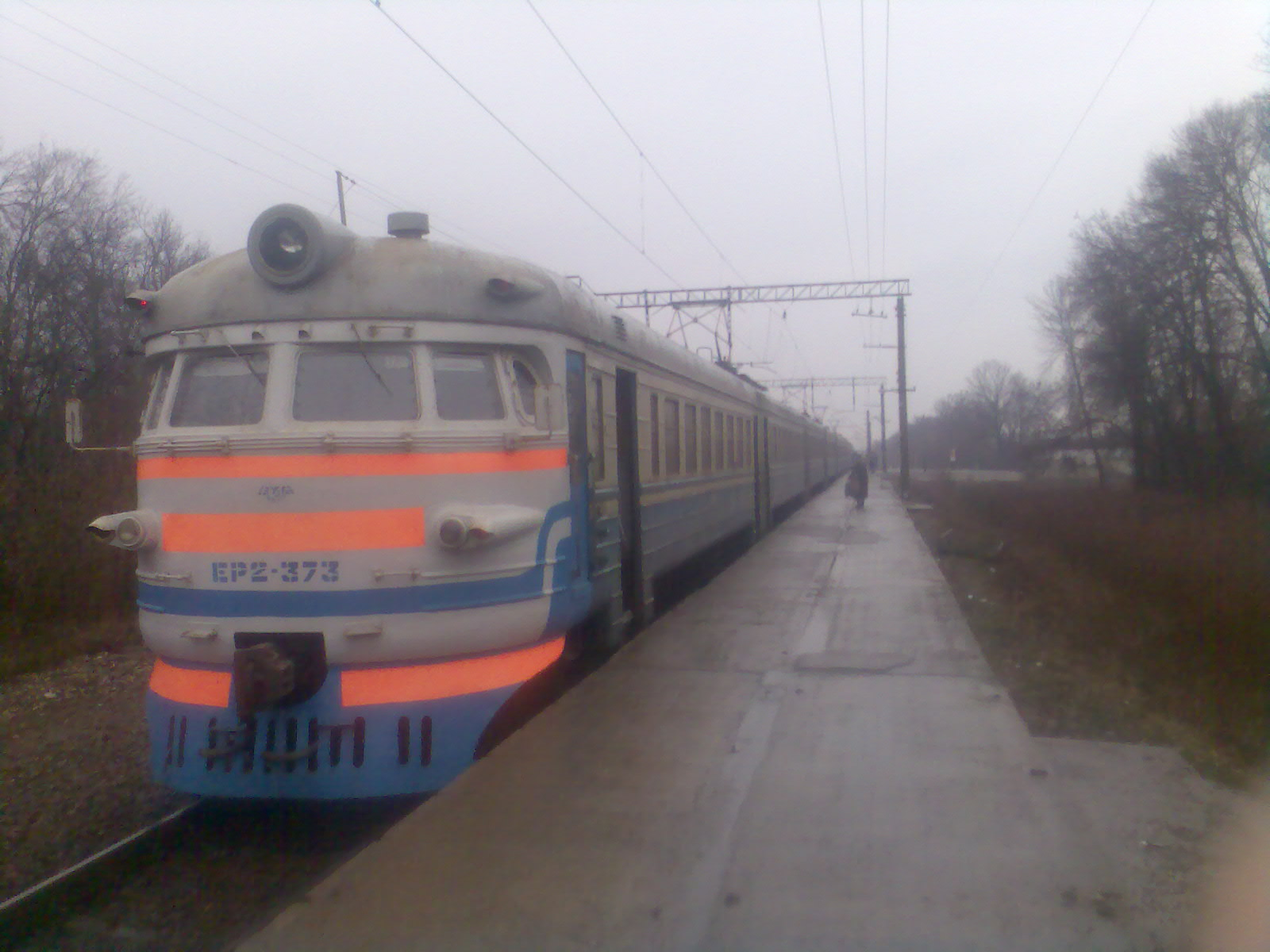
На платформі стоїть електропоїзд Харків-Левада — Золочів
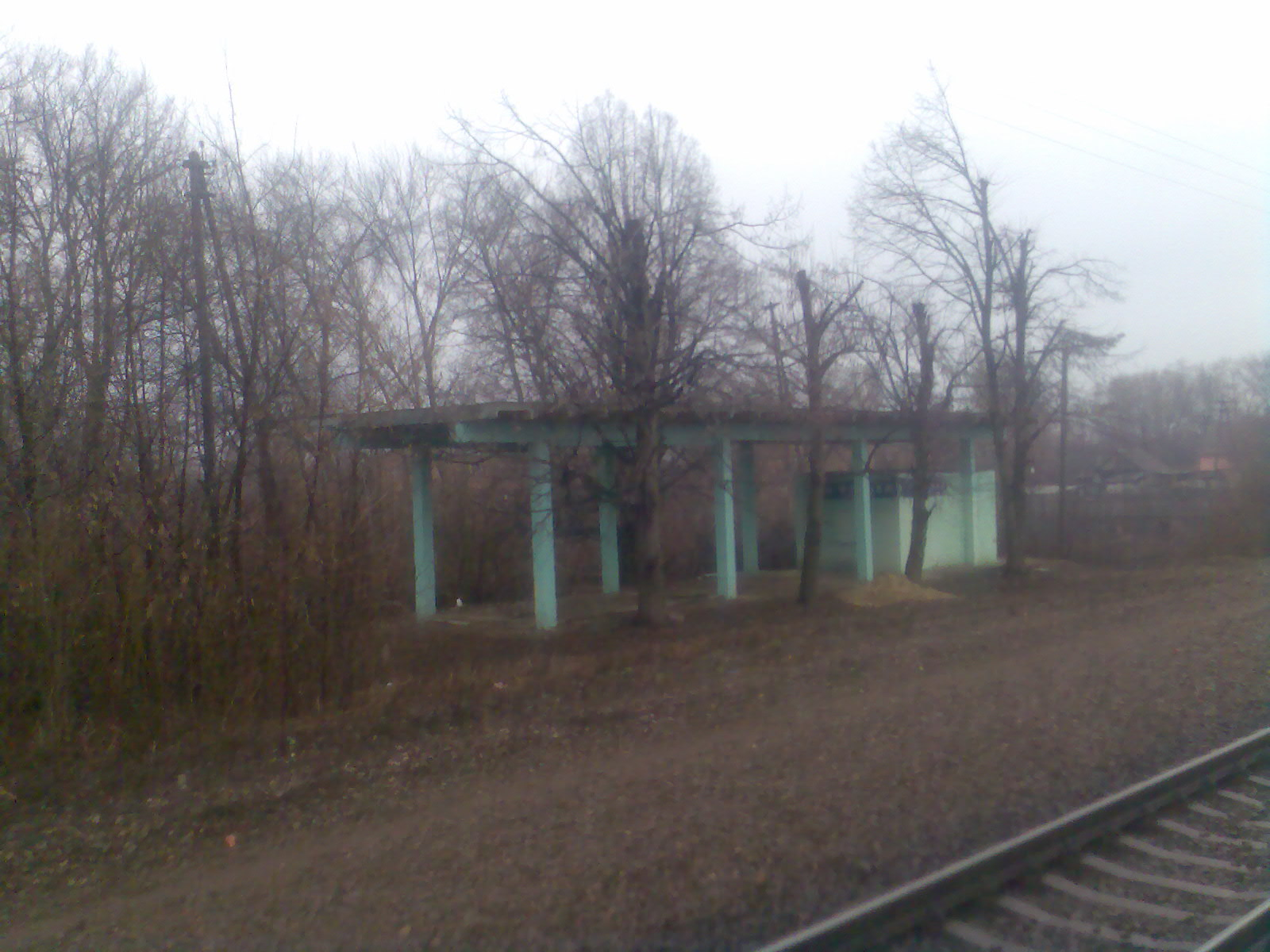
Залишки другої платформи
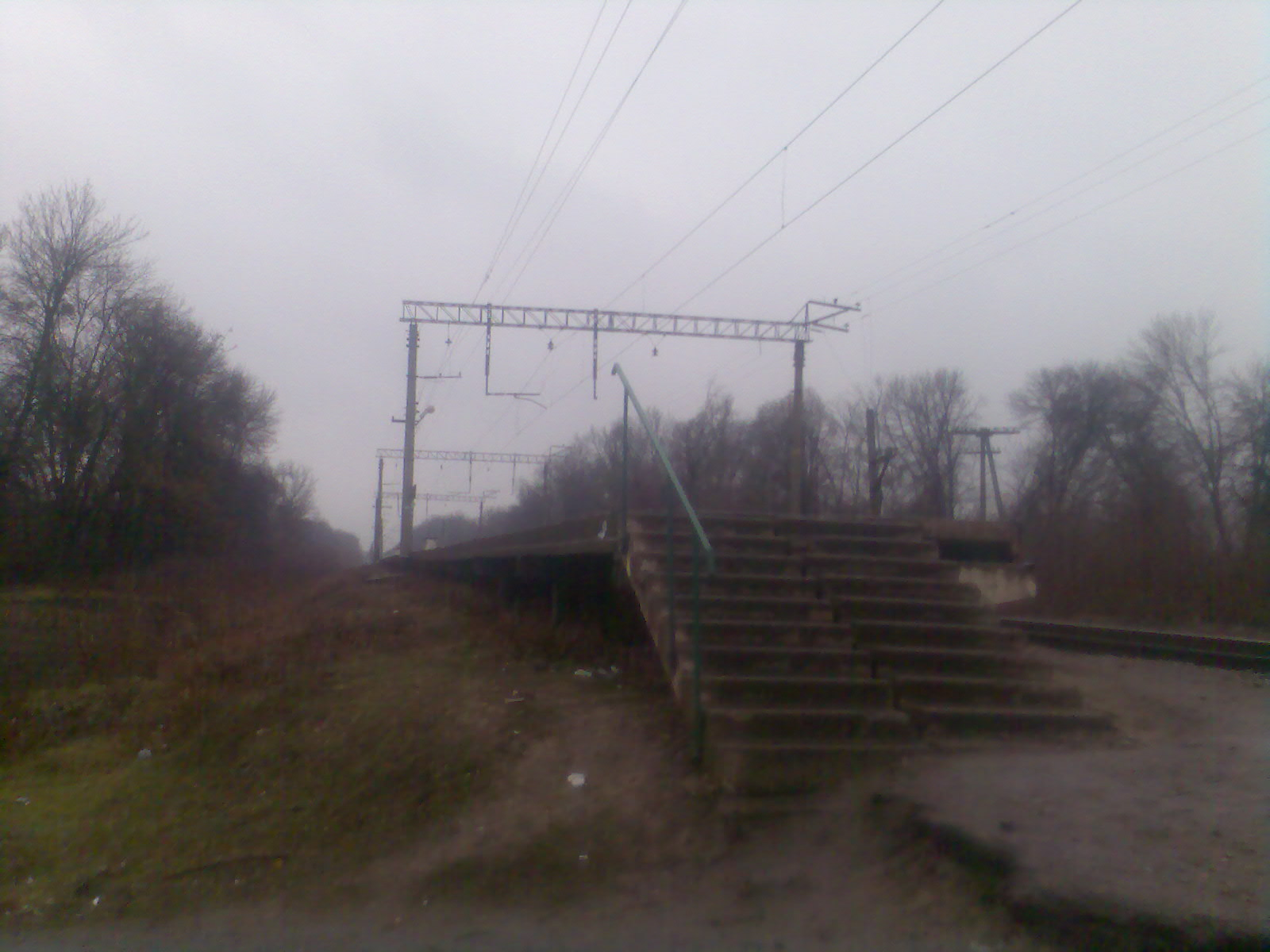
Східці на платформу з боку вулиці Харківської і переїзду через колії